# 本澤麻古人
本澤 麻古人（ほんざわ まこと、1955年2月20日 - ）はラジオNIKKEIなどに出演している日本の株式評論家。東京都文京区湯島のテクノスクール代表兼講師。

## 来歴
栃木県宇都宮市出身。早稲田大学卒業後、証券会社・投信委託会社で企業調査や市場分析等の業務に従事。のちにコンピュータ・ソフトウェア会社の経営を経て、現職。
ラジオNIKKEIにはラジオたんぱの時代から、これまでファイナンシャルBOX、夕焼けマーケッツ　投資って楽しいねっ!などの番組に度々出演している。
様々な株式指標（HレシオHラインHポジション）などを考案した人である。
基本的に投資スタンスは弱気で、その状況で儲ける方法を知りたければスクールの会員になって下さいというのが発言パターンである。

## ラジオ番組
- 本澤・望月の株式宅配便（ラジオNIKKEI第1放送、毎週火曜日 2013年4月2日 - 2016年12月27日） ※ 概ね隔週出演